# Pendarus punctiscriptus
Pendarus punctiscriptus är en insektsart som beskrevs av Van Duzee 1892. Pendarus punctiscriptus ingår i släktet Pendarus och familjen dvärgstritar. Inga underarter finns listade i Catalogue of Life.